# تاور غيتوي (محطة مترو أنفاق لندن)
تاور غيتوي (بالإنجليزية: Tower Gateway)‏ هي إحدى محطات مترو أنفاق لندن. تقع على خط قطار دوكلاندز الخفيف (فرع بانك) أفتتحت في المنطقة (Zone) رقم 1 أفتتحت في 31 أغسطس 1987.